# Joe Anyinsah
Joseph Greene Anyinsah (Bristol, Inglaterra, 8 de octubre de 1984), futbolista inglés, de origen ghanés. Juega de delantero y su actual equipo es el Bristol Rovers de la Football League Two de Inglaterra. 

## Clubes
| Club                   | País       | Año       |
| ---------------------- | ---------- | --------- |
| Bristol City           | Inglaterra | 2004      |
| Hereford United        | Inglaterra | 2005      |
| Bristol City           | Inglaterra | 2005      |
| Preston North End      | Inglaterra | 2005-2006 |
| Bury FC                | Inglaterra | 2006      |
| Preston North End      | Inglaterra | 2006-2007 |
| Carlisle United        | Inglaterra | 2007      |
| Crewe Alexandra        | Inglaterra | 2008      |
| Brighton & Hove Albion | Inglaterra | 2008      |
| Carlisle United        | Inglaterra | 2009-2010 |
| Charlton Athletic      | Inglaterra | 2010-2011 |
| Bristol Rovers         | Inglaterra | 2011-     |